# أسطورة المفقود (فلم)
أسطورة المفقود (بالإنجليزية: Legend of the Lost) هو فيلم مغامرات إيطالي أمريكي أُنتج عام 1957 من إخراج هنري هاثاوي، وصُورت أحداثه في ليبيا.

## ملخص
تدور أحداث الفيلم في مدينة تمبكتو بدولة مالي حول مغامر أمريكي أتى إلي المدينة للبحث عن خبير في الصحراء ليرافقه لإيجاد مدينة ضائعة وبها كنوز أخبره عنها والده، ورافقتهما في الرحلة فتاة جميلة تعيش في تمبكتو.

## ممثلون
- جون واين
- صوفيا لورين
- روسانو براتزي
- كورت كازنار[4]

## وصلات خارجية
- أسطورة المفقود علي موقع IMDb
- أسطورة المفقود علي موقع AllMovie
- أسطورة المفقود علي موقع TCM Movie Database